# 谢泽里福朗
谢泽里福朗(法语：Chézery-Forens)，是法国东部安省的一个市镇。面积 46.57平方公里，人口369，人口密度7.92人／平方公里（1999年）。

## 人口
谢泽里福朗人口变化图示
| 数据来源：INSEE |